# Jesse Barfield
Jesse Lee Barfield (Joliet, Illinois, 29 de octubre de 1959), más conocido como Jesse Barfield, es un exjugador profesional estadounidense de béisbol que se desempeñó en la posición de jardinero derecho en las Grandes Ligas de Béisbol (MLB). Logró obtener un Bate de Plata.

## Carrera
Barfield jugó como profesional nueve temporadas en Toronto Blue Jays (1981-1989), después pasó a New York Yankees, donde jugó cuatro temporadas (1989-1992), y fue el equipo en el que se retiró.

## Premios
Fue galardonado con el Bate de Plata en una oportunidad (1986).